# 鈴夏あや
鈴夏 あや（すずか あや、10月9日 - ）は、日本の女性声優、ナレーター。ユニキャスト所属。東京都伊豆大島生まれ埼玉県育ち。血液型は血液型B型。身長160.3センチ。

## 来歴
- 青山学院大学卒業[1]。俳協ボイスアクターズスタジオの出身。2011年5月まで東京俳優生活協同組合に所属していた[6]。
- 高等学校教諭第1種（国語）取得。
- フリー時代を経て、2015年8月1日付けでビーボに所属[1]。2015年8月20日までは斎藤 綾名義で活動していた[7]が、同日をもって鈴夏あやに改名した。
- プロレス好きが高じて、フリー時代にはDDTプロレスリングの煽りVTR等に参加している。2013年からは「新日本プロレス大作戦」シリーズでナレーションを担当。

## 人物
- ブログ名につけるほど無類の日本酒好き。舞台の宣材写真にも飲酒写真が使用された[8]。
- 芸名を考える際、日本酒の名前にしようとしていた[9]。

## 出演作品

### テレビ番組
- タモリのジャポニカロゴス（フジテレビ） - ナレーション
- つくろうガンプラ! Part.1（BS11） - 出演
- ザ・ベストハウス123（フジテレビ） - ボイスオーバー
- 笑っていいとも!（フジテレビ） - ナレーション
- SmaSTATION-5 （テレビ朝日）- 中村喜春のボイスオーバー
- 新日本プロレス大作戦（FIGHTING TV サムライ、NOTTV、2013年10月7日 - 2014年9月29日） - ナレーション（レギュラー）
- 新日本プロレス大作戦DX（FIGHTING TV サムライ、NOTTV）2014年10月8日 - ） - ナレーション（レギュラー）
- 第15回 広島国際アニメーションフェスティバル特別番組（アニマックス、2014年11月30日） - ナレーション
- アリーな新生活2015（静岡朝日テレビ、2015年3月21日） - ナレーション
- シャキーン（Eテレ、2015年） - タイトルコール
- news every.（日本テレビ、2016年4月1日 - ）- ナレーション
- ひるキュン!（TOKYO-MX、2014年10月4日 - 不明）- ナレーション[10]
- 壇蜜の何やらやるらしいTV（2017年11月18日、静岡朝日テレビ）- ナレーション
- 宮崎玲衣 with U字工事のトレジャーハンティング ～静岡征服するなんて～（2018年2月10日、静岡朝日テレビ）- ナレーション

### テレビCM
- music.jp（mihimaru GT「恋する気持ち」） - ナレーション
- ラ・セーヌ - ナレーション
- コロナラジオCM
- サンスター文具「ヒミツのここたま　ここたまえんぴつタワー」（2015年） - ナレーション
- GMO「チェインヒーローズ/チェンヒロ参戦中篇」（2015年）- ナレーション
- 国立西洋美術館「北斎とジャポニスム展」（2017年）- ナレーション

### ゲーム
- eM〜eNCHANT　arM〜（フロム・ソフトウェア） - キュベレー 役、ウィッチ 役
- ロード・オブ・ヴァーミリオン・アリーナ（スクウェア・エニックス、2015年） - キュベレー 役
- ロード オブ ヴァーミリオンRe:3（スクウェア・エニックス、2015年） - キュベレー 役、エクシエル 役、マルグリッド 役[11][12]

### 舞台
- 嘘の王国（声優合同自主トレチーム・キャンプV、AMVホール、2015年5月2日 - 4日） - 幼稚園の先生 役

### その他
- こどもちゃれんじ（なんじくん）
- TOKYO IDOL FESTIVAL 2010（TOKYO IDOL FESTIVAL 2010実行委員会、品川プリンスホテル・スカイステージ）2010年8月7日 - MC[13]
- DVD「月刊アイドリング!!!」内コンテンツ『ラジオアイドリング!!!』（2012年） - 進行MC
- 行動規範マナー動画 in ScalaMatsuri 2016 （国際交流会議場「ScalaMatsuri」2016年1月30日、31日） - ねこくん、うさぎさん、きつねくん、くまくん役（4役）